# Le Secret d'une nuit
Pour plus de détails, voir Fiche technique et Distribution.
Le Secret d'une nuit  est un film français réalisé par Félix Gandéra, sorti en 1934.

## Fiche technique
- Titre : Le Secret d'une nuit
- Titres secondaires : Le Secret de Madame Hoppguer / Le Secret de Mme Hoppguer [1]
- Réalisation : Félix Gandéra
- Scénario : Félix Gandéra
- Dialogues : Félix Gandéra
- Décors : Robert Gys
- Photographie : Jean Isnard et Jacques Montéran
- Musique : Raoul Moretti
- Production : Félix Gandéra
- Société de production : Productions Félix Gandéra
- Pays d'origine :  France
- Format : Noir et blanc - Son mono
- Genre : Comédie de mœurs[1]
- Durée : 93 minutes
- Date de sortie : 
  - France - 5 octobre 1934

## Distribution
- Armand Bernard : Coco
- Albert Préjean : Sylvain Renaud
- Lisette Lanvin : Claudie
- Paul Clerget : Monsieur Hoppguer
- Jean Daurand
- Jean Ayme : le metteur en scène
- Christiane Dor
- Fernand Fabre : Raymond
- Andrée Guize : la secrétaire
- Marcel Maupi : le grand salé
- Franck Maurice
- Janine Merrey : Zizine
- Danielle Darrieux :  (non créditée)